# Allo
Allo é um município da Espanha 
na província e comunidade autónoma de Navarra. Tem 37,03 km² de área e em 2021 tinha 925 habitantes (densidade: 25 hab./km²).

## Demografia
| Variação demográfica do município entre 1991 e 2004 | Variação demográfica do município entre 1991 e 2004 | Variação demográfica do município entre 1991 e 2004 | Variação demográfica do município entre 1991 e 2004 |
| --------------------------------------------------- | --------------------------------------------------- | --------------------------------------------------- | --------------------------------------------------- |
| 1991                                                | 1996                                                | 2001                                                | 2004                                                |
| 1116                                                | 1049                                                | 1021                                                | 1072                                                |